# Lijst van wielrenners - T
Dit is een lijst van wielrenners met als beginletter van hun achternaam een T.

## Ta
- Rein Taaramäe
- Tino Tabak
- Vito Taccone
- William Tackaert
- April Tacey
- Andrea Tafi (la Locomotiva)
- Yannick Talabardon
- Josie Talbot
- John Talen
- Agustín Tamames
- Henk Tamse
- Bram Tankink (The Tank)
- Joshua Tarling
- Yasutaka Tashiro
- Antonio Tauler
- Omer Taverne
- Carlee Taylor
- Marshall Walter Taylor
- Zachary Taylor

## Tc
- Andrei Tchmil

## Te
- Valerio Tebaldi
- Willy Teirlinck
- Lucien Teisseire
- Harold Tejada
- Daniel Teklehaimanot
- Moniek Tenniglo
- Georgios Tentsos
- Niki Terpstra
- Charles Terront
- Ferdinando Terruzzi
- Eloy Teruel
- Jean-Michel Tessier
- Andrej Teterioek
- Jacco Tettelaar
- Mike Teunissen
- Dylan Teuns
- Ina-Yoko Teutenberg
- Lars Teutenberg
- Lea Lin Teutenberg
- Sven Teutenberg
- Francisque Teyssier

## Th
- Klaus-Peter Thaler
- Gert-Jan Theunisse
- Bernard Thévenet (Nanard)
- Bruno Thibout
- Erwin Thijs
- Karel Thijs
- Geraint Thomas
- Leah Thomas
- Jay Robert Thomson
- Thea Thorsen
- Leah Thorvilson
- Dietrich Thurau
- Karin Thürig
- Philippe Thys

## Ti
- Hector Tiberghien
- Mehdi Tigrine
- Rasmus Tiller
- Albert Timmer
- Jozef Timmerman
- Adrian Timmis
- Paolo Tiralongo

## Tj
- Maarten Tjallingii

## To
- Bruno Tognaccini
- Patrick Tolhoek
- Taylor Tolleson
- Janek Tombak
- Francesco Tomei
- Quinty Ton
- Xavier Tondó
- Cristina Tonetti
- Pavel Tonkov
- Carlo Tonon
- Andrea Tonti
- Hennie Top
- Carlos Torrent
- Pedro Torres
- Leopoldo Torricelli
- Matteo Tosatto
- Georg Totschnig
- Harald Totschnig
- Yann Tournier
- Stan Tourné
- Alice Towers
- Rory Townsend

## Tr
- Torstein Træen
- Bobbie Traksel
- Gerhard Trampusch
- Mario Traversoni
- Guido Trenti
- Guido Trentin
- Matteo Trentin
- Anna Trevisi
- Joeri Trofimov
- Esra Tromp
- Amilcare Tronca
- Bastien Tronchon
- Steven Tronet
- Emma Trott
- Laura Trott
- André Trousselier
- Louis Trousselier
- Nikolaj Troesov
- Vicente Trueba
- Sylvie Truc
- Heinrich Trumheller
- Marthe Truyen

## Ts
- Jürgen Tschan
- Johann Tschopp
- Ilja Tsjernetski
- Oleg Tsjoezjda
- Igor Tsjzjan

## Tu
- Svein Tuft
- Kseniya Tuhai
- Jan Tulleken
- Anthony Turgis
- Sébastien Turgot
- Ben Turner
- Ludovic Turpin
- Daiva Tušlaitė

## Tx
- Amets Txurruka

## Ty
- Jules Tyck

A · B · C · D · E · F · G · H · I · J · K · L · M · N · O · P · Q · R · S · T · U · V · W · X · Y · Z